# アトミックシティ (アイダホ州)
アトミックシティ（英: Atomic City）は、アメリカ合衆国のアイダホ州、ビンガム郡にある都市。人口は2000年国勢調査時で25人。

## 地理
国道26号線沿線、アイダホ州国立研究所の南に位置する。国勢調査局によると総面積は0.3平方キロ（0.1平方マイル）で、全域が陸地である。

## 歴史
かつてはブラックフットとアルコの中間地点に位置するからか「ミッドウェイ」と呼ばれた。エネルギー省の施設が大きくなると、多くの人々が流入してきた。今では店とバーがそれぞれ一軒あるが、地下ガスタンクに関する新法の関係でガソリンは売られていない。高齢化が進み、現住の人々も退職者である。夏には町の南端にあるRVパークで改造車のレースが開かれる。

## 人口動態
2000年の国勢調査時点で、この市には25人、16世帯、7家族が暮らしている。人口密度は1平方キロあたり96.5人で、平方マイルに換算すると245.4人となる。住居数は22軒で、1平方キロに平均84.9軒（1平方マイルあたりでは216.0軒）が建っていることになる。内訳は白人が24人で、アジア系が1人である。
16世帯のうち1世帯が18歳未満の子どもと暮らしており、6世帯は夫婦で生活している。9世帯は家族以外の住人と同居している。9世帯が独り身世帯で、2世帯が独居老人の世帯である。1世帯あたりの平均構成人数は1.56人、家庭の平均構成人数は2.29人である。
25人のうち18歳未満の未成年が1人、18歳以上24歳以下が1人、25歳以上44歳以下が2人、45歳以上64歳以下が12人、65歳以上が8人となっている。平均年齢は58歳。男性が15人、女性が10人で、ただ1人の未成年は男子である。
一世帯あたりの平均収入は9375米ドル、家族ごとでは8750米ドルである。男性の平均収入は4万3750米ドル、女性の平均収入は8750米ドルで、労働者でない人々も含めた住民一人当たりの収入は1万6276米ドルとなる。総人口の57.1%、家族の62.5%と65歳以上の高齢者の半数は貧困線以下の収入で生計を立てている。

## 経済
EBR-Iが置かれており、核処理施設が建設される可能性もある。